# Босорка
Босорка (угор. boszorka, зх.-слов. bosorka), босорканя (угор. boszorka), босорка (рум. bosorcoi) — міфологічний персонаж народів Карпат (угорців, румунів, слов'ян), відьма або чаклун з рисами вампіра. Слово має угорське походження, до угорської мови воно своєю чергою могло потрапити з тюркських мов (порівн. тюрк. basyrkan — «нічний жах»).

## Угорська мітологія
Угорською мовою boszorkány, boszorka — «відьма», «чаклунка», «дух померлого», «страховище», «нічний привид». Походження другої форми спірне: або абстракція першої форми, або зворотне запозичення зі словацької мови.

## Румунська мітологія
У румунів босоркой (рум. bosorcoi) згадується переважно в Трансильванії. Інші варіанти назви: borsocoi, bosorcan, bosorcaie, bosorcă, bosorcaië, borsocaîe, borsocaie, borsocane, bortsokană, bosărcăi, bursucăii.
Розповідали, що босоркоєм стає: дитина, що народилася в сорочці; жива доросла людина; мертвий. Щоб мертвий не став босоркоєм, радили покласти йому в рот часник, а його самого його обличчям униз у труні. Босоркоя можна розпізнати по хвості на тулубі, на голові або за вухом.
Говорили, що вони можуть перетворюватися на зайця, собаку, вовка, рибу, птицю. На яку саме тварину буде перетворюватися босоркой, мала визначати повитуха. Крім того, вважалося, що існують босоркої не лише «для тварин», а й «для вітру», «для танцю, для якої завгодно речі». Для перетворення на тварину, босоркою було досить просто свиснути. Ті, що для вітру, «блукали вітрами, поверхом».
Вампіризм босоркоїв виявлявся так: вважалося, що вони крадуть молоко у корів, смокчуть кров у людини й худоби, намагаються пронизати їх стрілою. Повітухи наказували немовлятам не займатися останнім, інакше вони переріжуть їм горло сокирою. Проти відбирання молока існували такі змови: «Нехай повернеться молоко до корови, як повертаються зірки на небо і як приходить роса вночі, нехай не заважають цьому босоркої»; «Зустріла Петра, Святого Петра, мукаючи й ревучи. Святий Петро запитав: „Ти, корово, що мукаєш, що ревеш?“ — „Як же мені не мукати, як не ревти; ногу він мені пошкодив, теля зурочив, молоко в мене відібрав»». Пошкодження ноги при відбиранні молока є дуже характерним мотивом.
Уявлення про босоркоїв у румунів близькі уявленням про стригоїв, мороїв і приколичів. Також вони мають схожість з історіями про ізгоїв.